# Альваро Фернандес
Альваро Фернандес Гай (ісп. Álvaro Fernández Gay; нар. 11 жовтня 1985, Монтевідео, Уругвай) — уругвайський футболіст, півзахисник клубу «Сіетл Саундерз». Виступав за національну збірну Уругваю.
Чемпіон Уругваю.

## Клубна кар'єра
Вихованець футбольної школи клубу «Уругвай Монтевідео». Дорослу футбольну кар'єру розпочав 2005 року в основній команді того ж клубу, в якій провів один сезон, взявши участь лише у 10 матчах чемпіонату.
Згодом з 2006 по 2014 рік грав у складі команд клубів «Атенас», «Монтевідео Вондерерс», «Пуебла», «Насьйональ», «Віторія» (Сетубал), «Універсідад де Чилі», «Сіетл Саундерз», «Чикаго Файр», «Аль-Райян», «Насьйональ» та «Хімнасія і Есгріма». Протягом цих років виборов титул чемпіона Уругваю.
Своєю грою за останню команду знову привернув увагу представників тренерського штабу клубу «Хімнасія і Есгріма», до складу якого повернувся 2014 року. Цього разу відіграв за команду з Ла Плати наступні два сезони своєї ігрової кар'єри. Більшість часу, проведеного у складі «Хімнасія і Есгріма», був основним гравцем команди.
До складу клубу «Сіетл Саундерз» приєднався 2016 року. Відтоді встиг відіграти за команду з Сіетла 13 матчів в національному чемпіонаті.

## Виступи за збірну
2009 року дебютував в офіційних матчах у складі національної збірної Уругваю. Наразі провів у формі головної команди країни 12 матчів.
У складі збірної був учасником чемпіонату світу 2010 року у ПАР.

## Досягнення
- Чемпіон Уругваю:

«Насьйональ»: 2008—2009